# Никольский мост (Кинешма)
Нико́льский мост — мост через Кинешемку в Кинешме (Ивановская область).
Городская легенда утверждает, что мост в качестве компенсации за причинённый войной ущерб, был привезён из побеждённой Германии — строили его пленные немцы, и что по ошибке привезли слишком широкий мост, который предполагал укладку железнодорожных путей.
Михаил Васильевич Калинин, один из создателей моста, впоследствии главный архитектор Кинешмы в 1960-х годах, опровергает эту легенду. Проект моста разрабатывал проектный институт Ленгипрогор, подрядчиком выступал московский трест «Мостострой», железобетонные конструкции изготавливались в Воронеже. Калинин был откомандирован в Ленинград, где он занимался разработкой проекта, затем ездил с проектом в Москву для его утверждения.